# 原爆之子 (电影)
《原爆之子》（日语：原爆の子）是由導演新藤兼人於1952年指導的日本劇情片，並且曾入圍1953年第六屆坎城影展。

## 情節
孝子(乙羽信子飾）是一位在廣島市瀨戶內海沿岸附近的某座小島任職的教師。在暑假期間，她渡船到她的家鄉廣島，去探訪在原子彈爆炸中喪生的父母及妹妹的墳墓。途中，她看見一個乞丐，並且認出他是以前為她父母工作的岩吉（Iwakichi, 滝沢修 飾），但現在他的臉部灼傷且已經失去大部分的視力。她跟著岩吉到所居住的簡陋小屋，詢問他關於他的家人以及他的近況。岩吉是由居住在隔壁的女人所照顧的，而他的老婆、兒子及領養的女兒都已經過世了，他唯一的親人就只有住在孤兒院的孫子太郎(Tarō)。後來，孝子去拜訪那間孤兒院，發現那邊的小孩幾乎沒有足夠的食物可以吃。她提出要帶走岩吉和他的孫子，但岩吉拒絕了，甚至跑走了。 
孝子繼續拜訪她以前在幼兒園任教的前同事森川夏江(Natsue Morikawa)，現在則是一名助產士。在炸彈爆炸後，夏江有了不孕的後遺症，於是她和丈夫打算收養小孩。孝子和夏江一起到被摧毀的幼兒園用地，孝子決定去拜訪以前幼兒園的學生們。
她所拜訪的第一個學生三平(Sanpei)的父親，在戰後突然患上由輻射所導致的疾病，在她抵達前就過世了。另一個學生則是身患絕症，在教堂裡奄奄一息，而教堂裡也有許多因炸彈而受傷的患者。
在夏江家待了一晚後，她又去拜訪另一個學生 平太(Heita)。他那腳受傷的妹妹(Miwa Satō,佐藤美和 飾)準備要結婚，在晚上時，她和孝子一起吃了晚餐。孝子也和平太的哥哥 小二(宇野重吉 飾)談論關於在戰爭中受傷的人們。
最後，她再次回到岩吉的家，並請求他讓她帶太郎回島上。岩吉原本是拒絕的，但過沒多久後他就被鄰居說服，讓孝子照顧太郎。然而，太郎卻拒絕離開爺爺。在孝子離開的前一個傍晚，岩吉邀請太郎共進晚餐，他給太郎一雙新買的鞋子和一封信後，再把他送到孝子身邊。然後，他放火燒了房子，他原本活了下來，但卻嚴重燒傷，最後還是過世了。故事的最後，太郎帶著他爺爺的骨灰和孝子離開了廣島。

## 演員
- 乙羽信子 飾 石川孝子
- 滝沢 修 飾 岩吉
- 齋藤美和 飾 森川夏江
- 山中常子 飾 小孩
- 大滝 秀治 飾 Nagaya man
- 伊藤隆史 飾 太郎
- 細川千佳子 飾 孝子的母親
- 清水將夫 飾 俊明、孝子的父親
- 英百合子 飾 淡根
- 北林谷榮 飾 大豐
- 下本勉 飾 夏江的丈夫
- 東野英治郎
- 殿山泰司 飾 船的主人
- 宇野重吉 飾 小二

## 製作
電影是由日本教師工會日本教師工會委託製作的，根據日本教育家收集長田新收集第一人稱證詞，並收錄在1951年《原子彈下的孩子們》一書中。戰後，美國對日本的占領結束，允許製作廣島及長崎原子彈相關的作品。

## 外部連結
- 互联网电影数据库（IMDb）上《原爆之子》的资料（英文）
- 原爆之子 - 日本电影数据库
- 爛番茄上《Children of Hiroshima》的資料（英文）
- . Movie Walker.   [February 7, 2021]. （原始内容存档于2016-10-24） （日语）.